# Miss República Dominicana 2015
El Concurso Nacional de Belleza de la República Dominicana o Miss República Dominicana 2015 fue en el Renaissance Auditorio de Festival del Hotel Jaragua, Santo Domingo, República Dominicana.
La ganadora representará la República Dominicana en el Miss Universo 2015. La primera finalista o Miss Hispanoamérica RD irá al Reina Hispanoamericana 2015 . La segunda finalista o Miss Continentes Unidos RD irá al Miss Continentes Unidos 2016.El resto de los 15 semifinalistas se destinará a otros concursos de belleza internacionales.

## Resultados
| Resultados Final               | Candidata |
| ------------------------------ | --- |
| Miss República Dominicana 2015 | Espaillat - Clarissa Molina |
| 1a Finalista                   | San Francisco de Macorís - Sophinel Báez |
| 2a Finalista                   | La Altagracia - Jénnifer Cruz |
| Top 10                         | Boca Chica - Íngrid Franco Com. Dom. en los EE.UU. - Massiel Peguero Distrito Nacional - Gabriela Franceschini Juan Dolio - Alexandra Párker Santiago - Anna Karina Souffront Santo Domingo Este - Rosa Nilda Adames Santo Domingo Oeste - Steisy Morel |
| Top 15                         | Hato Mayor - Mariorl Calderón Hermanas Mirabal - Alejandra Castillo La Vega - Ana Christina Carlo Puerto Plata - Gisselle Vásquez Santo Domingo de Guzmán - Jénnifher Dánielles                                                                         |

### Premios especiales
|                                                                                    | Candidata                                                   |
| ---------------------------------------------------------------------------------- | ----------------------------------------------------------- |
| Mejor Cabellera "Miss M"                                                           | Clarissa Molina (Espaillat)                                 |
| Mejor Cuerpo                                                                       | Sophinel Báez (San Francisco de Macorís)                    |
| Mejor Rostro (votado por la organización de Miss República Dominicana)             | Gabriela Franceschini (Distrito Nacional)                   |
| Mejor Talento                                                                      | Ingrid Franco (Boca Chica) Anna Karina Souffront (Santiago) |
| Mejor Traje Típico (votado por la organización, ganador se usará en Miss Universo) | Anna Karina Souffront (Santiago)                            |
| Miss Comunicación                                                                  | Ádria Marcel (Elías Piña)                                   |
| Miss Fotogénica (votado por el fotógrafo oficial del certamen)                     | Alexandra Parker (Juan Dolio)                               |
| Miss Internet (votado por el público)                                              | Clarissa Molina (Espaillat)                                 |
| Miss Reality                                                                       | Mariorl Calderón (Hato Mayor)                               |
| Miss Simpatía (votado por la concursantes del Miss República Dominicana)           | Santyeri Rincón (Villa Altagracia)                          |

Mejor Traje Típico
| Resultado  | Candidata | Traje Típico |
| ---------- | --- | --- |
| Ganador    | Santiago | Sueño de Cabuya |
| Finalistas | Comunidad Dominicana en los Estados Unidos Distrito Nacional Espaillat Hato Mayor Hermanas Mirabal La Altagracia La Vega San Francisco de Macorís Santo Domingo Norte | El Ángel guardián de los Dominico-Americanos Isabela La Católica en Alcázar de Colón La Monarca Mocana La Diosa del Ámbar Azul Hatera La Conquista de la Flor de la Patria Cacicazgo del Sol Higüeyano Diablo Cojuelo despierto en el Camú Cacao es el amor de San Francisco Los Congos Villamellano |

| Predecesor: Kimberly Castillo Higüey | Miss República Dominicana 2015 | Sucesor: Sal Garcia Maimón |

### Jurado
Sócrates McKinney

Kimberly Castillo

Angie Agramonte

Enrique Crespo

Tania Medina

Stefanía Fernández

### Puntuaje
| \| Representa \| Bañador \| Traje \| Promedio \| Pregunta \| Promedio Final \| \| ------------------------------ \| ------- \| ----- \| -------- \| -------- \| -------------- \| \| Espaillat \| 9.80 \| 9.40 \| 9.60 \| 9.23 \| 9.41 \| \| San Francisco de Macorís \| 8.95 \| 9.35 \| 9.15 \| 9.10 \| 9.13 \| \| La Altagracia \| 8.88 \| 9.20 \| 9.04 \| 9.20 \| 9.12 \| \| Santiago \| 8.80 \| 9.02 \| 8.91 \| 9.30 \| 9.11 \| \| Santo Domingo Este \| 9.20 \| 8.72 \| 8.96 \| 9.20 \| 9.08 \| \| Comunidad Dominicana en EE.UU. \| 8.68 \| 9.30 \| 8.99 \| 8.80 \| 8.90 \| \| Juan Dolio \| 8.70 \| 8.90 \| 8.80 \| 8.80 \| 8.80 \| \| Santo Domingo Oeste \| 8.80 \| 8.47 \| 8.64 \| 8.83 \| 8.73 \| \| Distrito Nacional \| 8.74 \| 8.57 \| 8.66 \| 8.75 \| 8.70 \| \| Boca Chica \| 8.58 \| 8.60 \| 8.59 \| 8.40 \| 8.50 \| \| Santo Domingo de Guzmán \| 8.34 \| 8.80 \| 8.57 \| \| \| \| Hermanas Mirabal \| 8.20 \| 8.80 \| 8.50 \| \| \| \| La Vega \| 8.25 \| 8.20 \| 8.23 \| \| \| \| Puerto Plata \| 7.80 \| 8.15 \| 7.98 \| \| \| \| Hato Mayor \| 7.79 \| 7.99 \| 7.89 \| \| \| Miss RD 2015 1a Finalista 2a Finalista Top 10 Top 15 |         |       |          |          |                |
| Representa | Bañador | Traje | Promedio | Pregunta | Promedio Final |
| Espaillat | 9.80    | 9.40  | 9.60     | 9.23     | 9.41           |
| San Francisco de Macorís | 8.95    | 9.35  | 9.15     | 9.10     | 9.13           |
| La Altagracia | 8.88    | 9.20  | 9.04     | 9.20     | 9.12           |
| Santiago | 8.80    | 9.02  | 8.91     | 9.30     | 9.11           |
| Santo Domingo Este | 9.20    | 8.72  | 8.96     | 9.20     | 9.08           |
| Comunidad Dominicana en EE.UU. | 8.68    | 9.30  | 8.99     | 8.80     | 8.90           |
| Juan Dolio | 8.70    | 8.90  | 8.80     | 8.80     | 8.80           |
| Santo Domingo Oeste | 8.80    | 8.47  | 8.64     | 8.83     | 8.73           |
| Distrito Nacional | 8.74    | 8.57  | 8.66     | 8.75     | 8.70           |
| Boca Chica | 8.58    | 8.60  | 8.59     | 8.40     | 8.50           |
| Santo Domingo de Guzmán | 8.34    | 8.80  | 8.57     |          |                |
| Hermanas Mirabal | 8.20    | 8.80  | 8.50     |          |                |
| La Vega | 8.25    | 8.20  | 8.23     |          |                |
| Puerto Plata | 7.80    | 8.15  | 7.98     |          |                |
| Hato Mayor | 7.79    | 7.99  | 7.89     |          |                |

## Significado histórico
- Espaillat ganó Miss República Dominicana por la cuarta vez
- Las provincias que colocaron en las Semifinales el año anterior fue Comunidad Dominicana en los Estados Unidos, Distrito Nacional, Hermanas Mirabal, Santiago, y Santo Domingo Este.
- Santiago colocó por el 58.º año consecutivo.
- Distrito Nacional colocó por el octavo año consecutivo.
- Juan Dolio apuntó su primera colocación recta y su más alta.
- Comunidad Dominicana en los Estados Unidos colocó por sexta vez en consecutivo.
- Boca Chica y San Francisco de Macorís colocó su recta más alta.
- La Altagracia y Santo Domingo Oeste última vez que se colocaron fue en el 2013.
- La Vega última vez que se colocó fue en el 2012.
- Puerto Plata última vez que se colocó fue en el 2006.
- Hato Mayor última vez que se colocó fue en el 2005.
- San Francisco de Macorís última vez que se colocó fue en el 2004.
- Boca Chica última vez que se colocó fue en el 2000.
- Santo Domingo de Guzmán última vez que se colocó fue en el 1991.
- Las candidatas de la Región Cibao dominaron las semifinales.

## Candidatas
| Representa                   | Candidata                            | Edad | Altura          | Oriunda                    |
| ---------------------------- | ------------------------------------ | ---- | --------------- | -------------------------- |
| Azua                         | Ruth Ordalina Franco Merán           | 20   | 1,68 m (5′ 6″)  | Pueblo Viejo               |
| Bahoruco                     | Ana Mercedes Vargas Encarnación      | 20   | 1,79 m (5′ 10″) | Tamayo                     |
| Baní                         | Yatnna Maricela Tejeda Kaussa        | 18   | 1,79 m (5′ 10″) | Baní                       |
| Boca Chica                   | Íngrid Mauricia Franco Alvarado      | 18   | 1,85 m (6′ 1″)  | Boca Chica                 |
| Comunidad Dom. en los EE.UU. | Massiel Elissa Peguero Read          | 20   | 1,81 m (5′ 11″) | Nueva York                 |
| Distrito Nacional            | Gabriela María Franceschini Faynete  | 23   | 1,80 m (5′ 11″) | Santo Domingo              |
| Duarte                       | Alejandra Nancy Cortorreal Rodríguez | 20   | 1,84 m (6′ 0″)  | San Francisco de Macorís   |
| Elías Piña                   | Ádria Marcel Jiménez Rosario         | 21   | 1,76 m (5′ 9″)  | El Llano                   |
| Espaillat                    | Clarissa María Molina Contreras      | 23   | 1,76 m (5′ 9″)  | Moca                       |
| Hato Mayor                   | Mariorl Stéffany Calderón Rivas      | 22   | 1,65 m (5′ 5″)  | Hato Mayor del Rey         |
| Hermanas Mirabal             | Alejandra Carolina Castillo Yermenos | 18   | 1,80 m (5′ 11″) | Salcedo                    |
| Jarabacoa                    | Elena María Henao de la Mota         | 21   | 1,81 m (5′ 11″) | Jarabacoa                  |
| Juan Dolio                   | Alexandra Elízabeth Párker Lebrón    | 20   | 1,83 m (6′ 0″)  | Guayacanes                 |
| La Altagracia                | Jénnifer Dioyerlina Cruz Pichardo    | 23   | 1,82 m (6′ 0″)  | Salvaleón de Higüey        |
| La Romana                    | Idania Marina Sánchez Barbellinni    | 18   | 1,79 m (5′ 10″) | La Romana                  |
| La Vega                      | Ana Christina Carlo Ceballos         | 19   | 1,80 m (5′ 11″) | Concepción de La Vega      |
| Monseñor Nouel               | Doris Sophía Fernández Pagiatópoulos | 18   | 1,78 m (5′ 10″) | Bonao                      |
| Peravia                      | Somaily Jessenia Castro Ávalo        | 23   | 1,71 m (5′ 7″)  | Baní                       |
| Puerto Plata                 | Gisselle Rosaura Vásquez Adames      | 25   | 1,75 m (5′ 9″)  | Imbert                     |
| San Cristóbal                | Priscila Amelia del Villar Santana   | 21   | 1,74 m (5′ 9″)  | Villa Altagracia           |
| San Francisco de Macorís     | Sophinel Mariel Báez Santos          | 25   | 1,83 m (6′ 0″)  | San Francisco de Macorís   |
| San Pedro de Macorís         | Gabriella Leticia Morales Neumann    | 19   | 1,79 m (5′ 10″) | San Pedro de Macorís       |
| Sánchez Ramírez              | Rosalba Martines                     | 21   | 1,75 m (5′ 9″)  | Cotuí                      |
| Santiago                     | Anna Karina Souffront Ureña          | 24   | 1,76 m (5′ 9″)  | Santiago de los Caballeros |
| Santo Domingo de Guzmán      | Jénnifher Dánielles Heredia          | 23   | 1,79 m (5′ 10″) | Santo Domingo              |
| Santo Domingo Este           | Rosa Nilda Adames Reynoso            | 21   | 1,84 m (6′ 0″)  | Santo Domingo              |
| Santo Domingo Norte          | Katherine Blanco Tavares             | 20   | 1,83 m (6′ 0″)  | Santo Domingo              |
| Santo Domingo Oeste          | Steisy Gynnette Morel Abissadda      | 23   | 1,74 m (5′ 9″)  | Santo Domingo              |
| Villa Altagracia             | Santyeri Rincón Peña-Tejada          | 25   | 1,72 m (5′ 8″)  | Villa Altagracia           |

### Concurso Regionales
La organización Miss República Dominicana, organizó algunos cástines / para el concurso en casi todas las provincias menos la provincia de Santo Domingo, debido a su enorme población, los 3 metro-municipios tendrán cástines / concursos. Las fechas de algunos cástines son desconocidos y la organización seleccionó algunas candidatas de sus respectivas provincias sin haber tenido que pasar por un casting.

## Candidatas en otros concursos
Las candidatas actuales que compitieron anteriormente en otros concurso de belleza:
Nuestra Belleza Latina 2015
- Espaillat - Clarissa Molina
  - Como República Dominicana
    - Tercera finalista

Miss Internacional 2010
- San Francisco de Macorís - Sophinel Báez
  - Como República Dominicana

Miss Supranational 2011
- San Francisco de Macorís - Sophinel Báez
  - Como República Dominicana
    - Top 20

 Miss Mundo Dominicana 2014
- Santo Domingo Este - Rosa Nilda Adames
  - Como Villa Altagracia
    - Top 6

Miss República Dominicana 2014
- Santo Domingo Norte - Katherine Blanco 
  -  Como Santo Domingo Oeste

## Sobre las representaciones en Miss República Dominicana 2015

### Representaciones que debutarán en la competencia
- Juan Dolio debutará en este año.

### Representaciones ausentes
(Esta lista es en relación a la edición anterior)
- Comunidad Dominicana en México, Higüey, Independencia, Monseñor Nouel, Monte Cristi, Monte Plata, Pedernales, Punta Cana, Salcedo, San José de Ocoa y San Juan no concursaráon en esta edición.

### Representaciones que regresaron a la competencia
- Boca Chica y Santo Domingo de Guzmán participó por última ocasión en 2000.
- Baní participó por última ocasión en 2001.
- Villa Altagracia participó por última ocasión en 2004.